# Église Hebron
L'église Hebron (en anglais Hebron Church, connue historiquement sous les noms de Great Capon Church, église luthérienne Hebron et église évangélique luthérienne Hebron) est un édifice religieux luthérien datant du milieu du XIXe siècle. Elle se situe à Intermont, dans le comté de Hampshire (Virginie-Occidentale). Fondée en 1786 par des colons allemands établis dans la vallée de la rivière Cacapon, elle constitue la première église luthérienne érigée à l'ouest de la vallée de Shenandoah,.